# 蔣復璁
蔣復璁（1898年11月12日—1990年9月21日），字慰堂，中華民國學者、政治人物，浙江省海寧人。北京大學哲學系畢業，曾公費到德國柏林大學進修圖書館學。曾任職國立北平圖書館（中國國家圖書館前身）、國立中央圖書館第一任館長，也是1965年在台北市士林區外雙溪重建國立故宮博物院的首任院長。與金庸有親戚關係，金庸稱其為“表哥”。曾為雲林縣永年高中校訓題字：「博愛犧牲」。

## 生平
- 1933年擔任國立中央圖書館籌備處主任，負責建館工作[2]。
- 1940年8月1日，國立中央圖書館在重慶成立以後，就擔任首任館長。
- 抗戰結束後，隨國立中央圖書館搬到南京。
- 1948年，國民政府開始把國立中央圖書館館藏圖書運到台灣。
- 1949年4月23日，南京被解放軍佔領，蔣復璁轉往台灣和香港。
- 1951年，從香港到台北市，任國立台灣大學教授。
- 1954年，國立中央圖書館在台北重建復館，他回任館長。
- 1965年9月，國立故宮博物院在台北重建復館，他出任首任院長。
- 1966年9月21日，卸任國立中央圖書館館長，由屈萬里接任。[3]
- 1974年，當選中央研究院院士（第10屆）。
- 1982年12月16日，蔣經國函電宋美齡：

「故宮蔣院長請辭其繼任人選嚴靜波先生孫運璿同志先後與兒商酌決定蔣復璁所薦舉之三人中確如大人所示以秦孝儀同志繼任較為妥適又與諸同志商量黨史會仍由秦同志兼任兒預備𦖛蔣復璁同志為國策顧問並授以勳章以酬庸其多年辛勞」

- 1983年1月，國立故宮博物院院長由秦孝儀接任。中華民國總統蔣經國改聘他擔任中華民國總統府國策顧問，並請他出任國民黨中央評議委員。
- 1990年9月21日，逝世於台北市。